# Estrada romana de Trier a Colônia

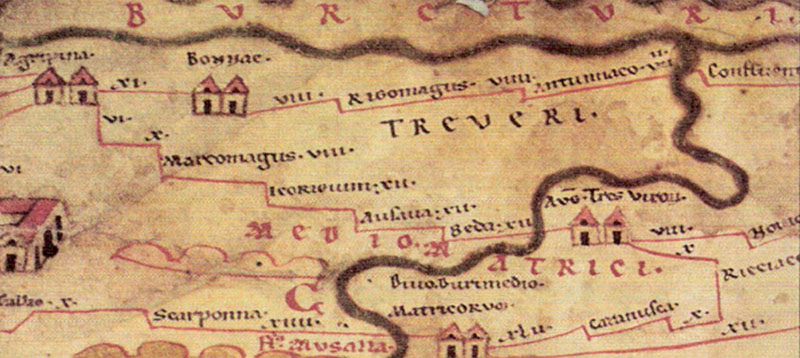
Seção da Tabula Peutingeriana (século IV) mostrando a estrada romana de Trier a Colônia

A estrada romana de Trier a Colônia foi parte da Via Agripa, uma rede de estradas de longa distância da era romana, que começava em Lyon. A seção de Augusta dos Tréveros (Trier) a Colônia Cláudia Ara Agripinênsio (Colônia), a capital da província romana da Germânia Inferior, tinha uma distância de 66 léguas romanas (= 147 km). É descrita no Itinerário de Antonino, o itinerário do imperador Caracala (r. 211–217), que foi revisado no século III, e mostrada na Tabula Peutingeriana, o mapa múndi romano descoberto no século XVI, que mostra a rede de estradas romanas do século IV.

## Rota

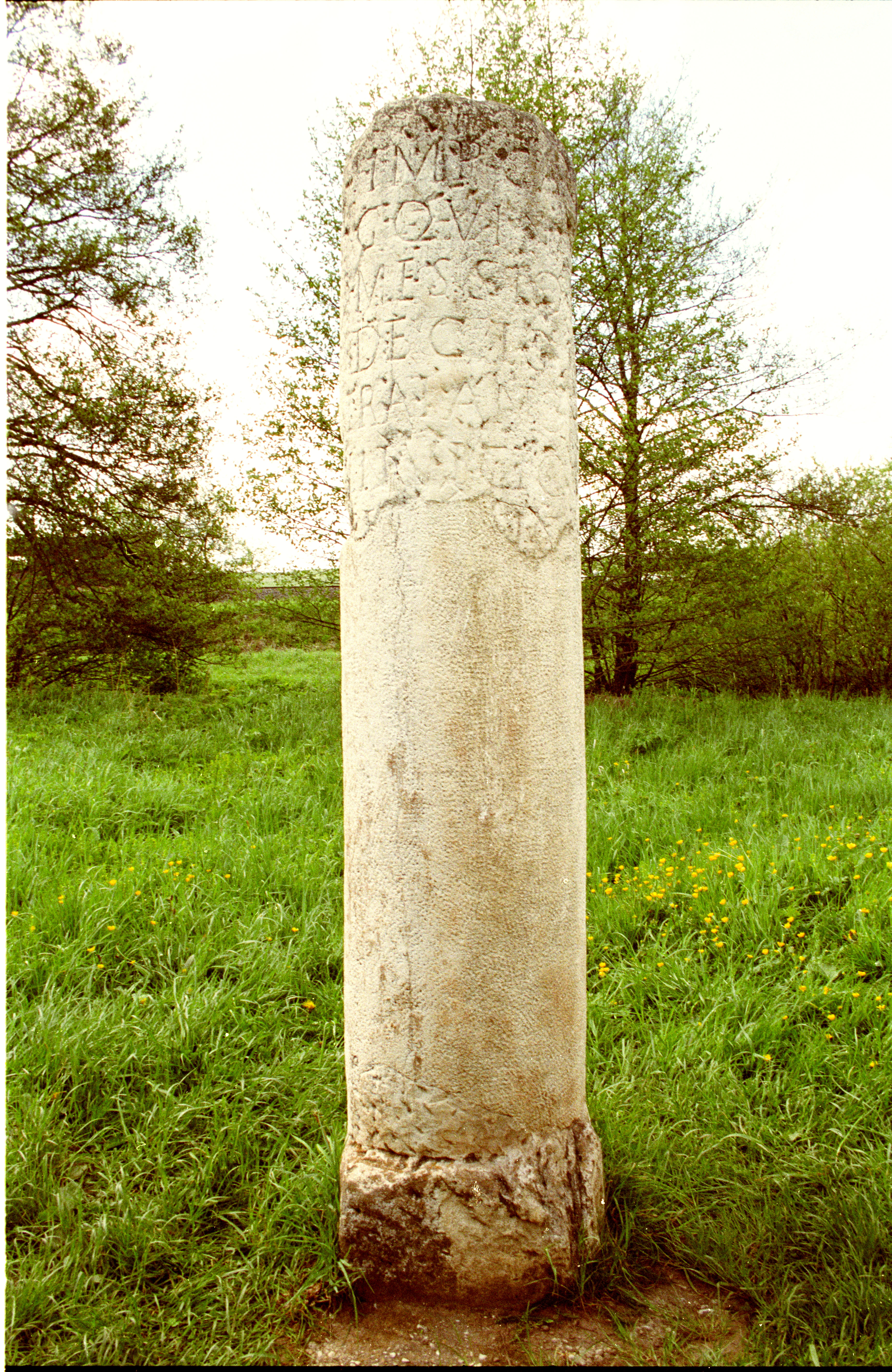
Marco romano do século III – encontrado durante a construção da ferrovia da linha de Colônia a Trier c. 1860

A rota da estrada romana de Trier a Colônia é descrita no Itinerário de Antonino passando através de sete estações, com distâncias dadas em léguas romanas. 1 légua gálica corresponde a 1,5 milha passo = ca. 2.200 metros, sendo 1 milha passo = 1.000 passos = ca. 1.480 metros

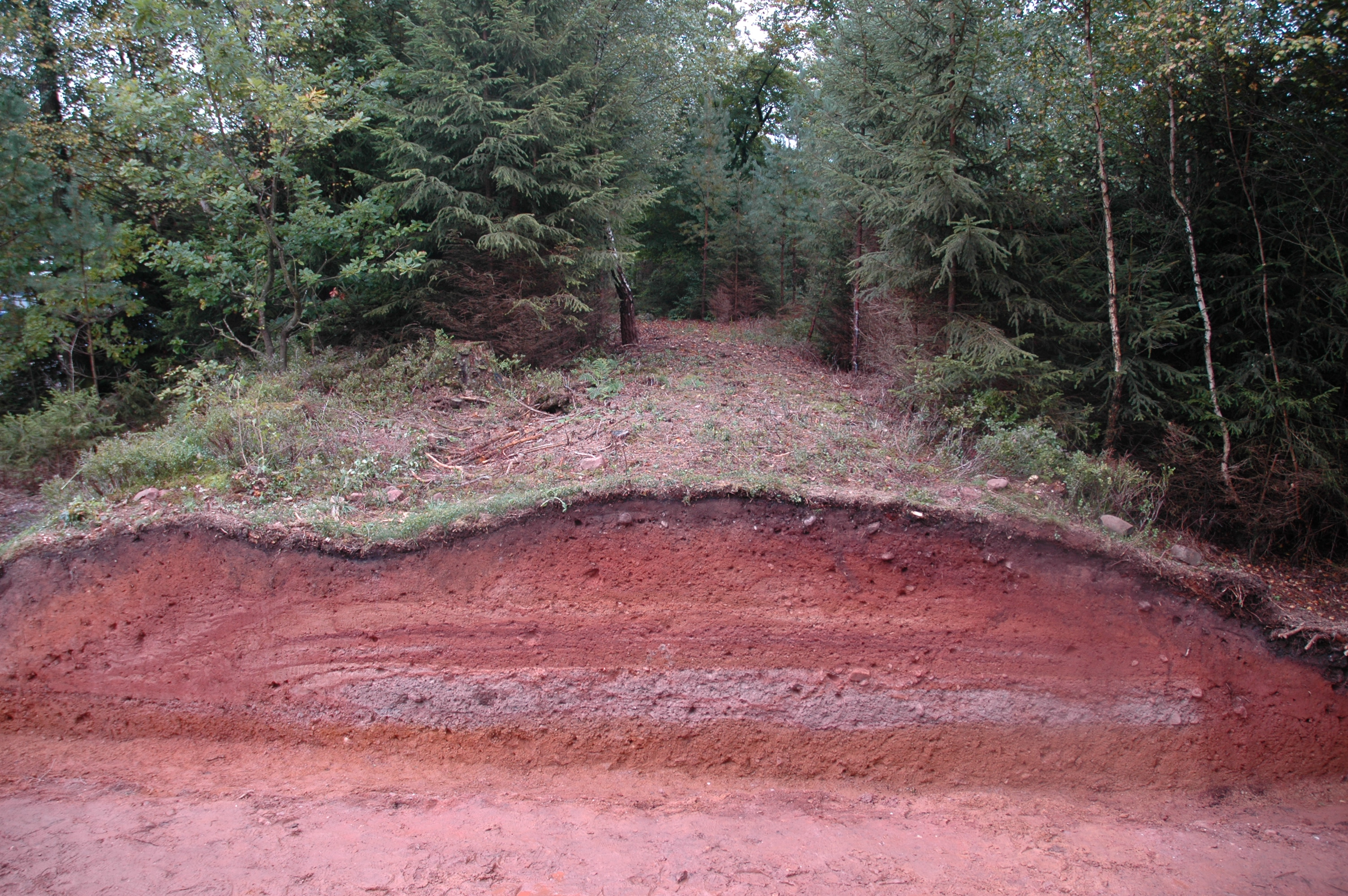
Corte transversal da estrada romana de Trier a Colônia em Heidenköpfe, Dahlem, Renânia do Norte-Vestfália

A última Tabela de Peutinger descreve os mesmos lugares com exceção de Tolbíaco (Zülpich) e Belgica vicus (Bitburg), mas sem a adição da palavra vicus. Contudo, os registros sobre a rota variam consideravelmente daqueles do Itinerário de Antonino e são frequentemente interpretados como erros de transcrição.
| Nome da estação romana           | Nome atual | Distância | Distância   | Distância         |
|                                  |            | Intervalo | Intervalo   | Partindo de Trier |
|                                  |            | Léguas    | Quilômetros | Quilômetros       |
| -------------------------------- | ---------- | --------- | ----------- | ----------------- |
| Augusta dos Tréveros             | Trier      |           |             |                   |
| Beda vicus                       | Bitburg    | XII       | 27          | 27                |
| Ausava                           | Büdesheim  | XII       | 27          | 54                |
| Icorígio                         | Jünkerath  | VII       | 16          | 70                |
| Marcômago                        | Marmagen   | VIII      | 18          | 88                |
| Tolbíaco                         | Zülpich    | XII       | 24          | 112               |
| Colônia Cláudia Ara Agripinênsio | Colônia    | XVI       | 35          | 147               |